# هفت شانس
هفت شانس (انگلیسی: Seven Chances) یک فیلم صامت کمدی رمانتیک به کارگردانی باستر کیتون است که در سال ۱۹۲۵ منتشر شد. از بازیگران آن می‌توان به باستر کیتون، جین آرتور، بارتین بورکت، یوجینا گیلبرت، رُزا گُر و کنستانس تلمج اشاره کرد.

## داستان
جیمی شانون (باستر کیتون) شریک یک شرکت کارگزاری به ‌نام «میکن و شانون» است که در آستانه نابودی مالی قرار دارد. یک وکیل (که از او دوری می‌کنند، و به اشتباه اعتقاد داشتند که او می‌خواهد بر مشکلات آنها بیفزاید) سرانجام موفق می‌شود جیمی را از وصیت نامه پدربزرگش مطلع کند. طبق این وصیت‌نامه، جیمی اگر تا ساعت ۱۹:۰۰ روز تولدش ازدواج کند، هفت میلیون دلار ارث می‌برد. برحسب اتفاق روز تولد ۲۷ سالگی او، همان روز است.
او بلافاصله به دنبال دختر مورد علاقه‌اش، مری جونز می‌رود و دختر هم به راحتی پیشنهاد ازدواجش را می‌پذیرد. ولی وقتی ناشیانه توضیح می‌دهد که چرا آنها باید در همان روز ازدواج کنند، از او جدا می‌شود.
گرچه جیمی به مری دل بسته است ولی...